# Jordi Roca i Tubau
Jordi Roca i Tubau (Ripoll, 23 de gener de 1933 - Sabadell, 29 de desembre de 2022) fou un dissenyador gràfic i artista polifacètic català. La seva obra gira al voltant de la figura humana i sempre l'acompanya el simbolisme. Va realitzar la seva primera exposició al Cercle Sabadellenc el 1966. A la plaça Laietana de Sabadell hi ha des del 1992 A W. A. Mozart, una escultura seva que forma part de l'exposició permanent del Museu d'Art.
Va néixer d'una família pagesa a Ripoll i als quinze anys es va establir a Sabadell. Militant del PSUC, pels voltants de 1955 va muntar una impremta clandestina. Mantenia correspondència amb exiliats de la dictadura franquista, per la qual cosa va ser condemnat a un any de presó. En recobrar la llibertat, va tornar a Sabadell i va treballar com a impressor i dissenyador gràfic. En desacord amb el sectarisme del PSUC, va abandonar la política, tot i continuar la resistència contra el franquisme.
Una de les seves obres principals va ser l'exposició "Gent de Sabadell" (1985) amb retrats de 110 persones emblemàtiques de la ciutat, una obra que va començar el 1976. Aquesta exposició va ser replicada a l'Acadèmia de Belles Arts a la tardor de 2009.

## Obres destacades
- Gent de Sabadell (1985)[7][9]
- Joventuts Musicals de Sabadell, cinquantè aniversari (2006), amb Josep Maria Serracant i Clermont[10]